# Karl Blessing (Bankmanager)

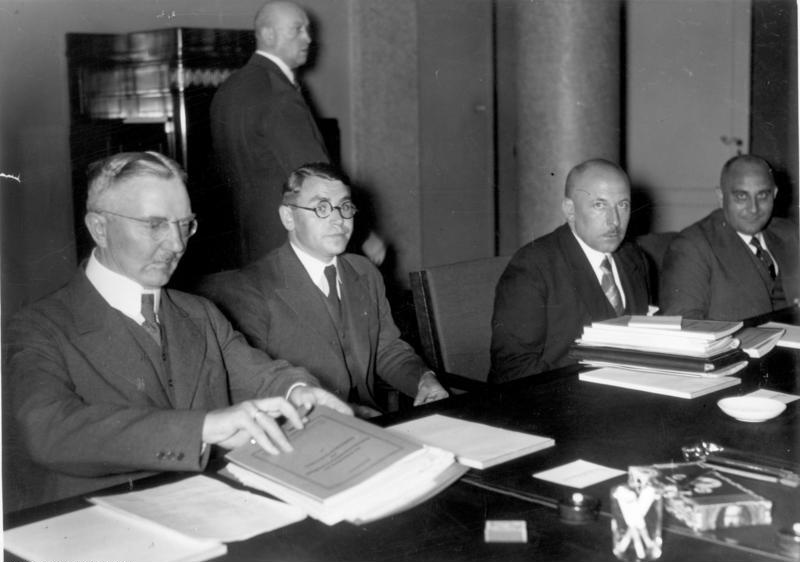
Die deutschen Vertreter in der Transferkommission 1934, von links: Hjalmar Schacht, Blessing, Emil Puhl, v. Wedel.

Blessings Unterschrift (links) auf einer 5-DM-Banknote (1960)

Karl Blessing (* 5. Februar 1900 in Enzweihingen, Württemberg; † 25. April 1971 in Rasteau, Département Vaucluse) war von 1937 bis Februar 1939 Mitglied des Direktoriums der Deutschen Reichsbank und 1958–1969 Präsident der Deutschen Bundesbank.

## Beruflicher Werdegang
Bereits vor seinem 1925 bestandenen Diplom an der Handelshochschule Berlin arbeitete Blessing ab dem 1. September 1920 bei der Deutschen Reichsbank, zuständig für Reparationsfragen nach dem Vertrag von Versailles. Als Assistent von Hjalmar Schacht nahm Blessing an verschiedenen wichtigen Konferenzen teil, so 1929 an der Pariser Young-Konferenz, an den Haager Reparationskonferenzen und an der Konferenz zur Gründung der Bank für Internationalen Zahlungsausgleich (BIZ) in Basel.
Blessing arbeitete zwischen 1930 und 1934 als Abteilungsleiter bei der BIZ (abgeordnet von der Reichsbank) und erlebte dort die Auswirkungen der Weltwirtschaftskrise.
Nachdem er ab 1934 bis 1937 als Generalreferent im Reichswirtschaftsministerium gearbeitet hatte, trat Blessing zum 1. Mai 1937 der NSDAP bei (Mitgliedsnummer 5.917.306). Nun war es ihm möglich, Mitglied des Direktoriums der Reichsbank zu werden. Kurz nach der Reichskristallnacht meldete er in einer Besprechung bei Hermann Göring (ab 1936 Beauftragter für den Vierjahresplan zur Aufrüstung der Wehrmacht bzw. zur Kriegsvorbereitung) am 12. November 1938 Bedenken an gegen die Festlegung der Judenvermögensabgabe über eine Milliarde Reichsmark. Er argumentierte, dass die Juden dann die Reichsanleihen zum Schaden der deutschen Volkswirtschaft verkaufen müssten. Er wurde zum 1. Februar 1939 gemeinsam mit Hjalmar Schacht entlassen, nachdem er sich geweigert hatte, die inflationistische Rüstungsfinanzierung weiter mitzuverantworten.
Blessing zog sich in die Privatwirtschaft zurück, arbeitete von 1939 bis 1941 als Vorstandsmitglied bei der Margarine Union AG (später: Unilever) und zwischen 1941 und 1945 als Vorstandsmitglied der Kontinentalen Öl AG. Die Konti Öl hatte vor allem die Aufgabe, die südosteuropäischen Erdöl-Lagerstätten für den Bedarf der Wehrmacht auszubauen.
Blessing, von 1939 bis 1945 Mitglied im Freundeskreis Reichsführer SS, verschaffte der NSDAP Spenden und wurde zum Wehrwirtschaftsführer ernannt. Von Carl Friedrich Goerdeler und den Verschwörern des 20. Juli 1944 wurde er als Fachmann geschätzt und im Schattenkabinett Beck/Goerdeler bei Gelingen des Putsches als Reichsbankpräsident und späterer Wirtschaftsminister gehandelt.
Nach dem Krieg wurde Blessing interniert. 
Nach seiner Entlassung arbeitete Blessing ab 1948 erneut bei der Margarine Union AG. Ab dem 1. Januar 1958 war er Präsident der zum 1. August 1957 gegründeten Deutschen Bundesbank; in dieses Amt hatte die damalige Bundesregierung (Kabinett Adenauer II) ihn berufen. Vom 1. August 1957 bis 31. Dezember 1957 hatten Karl Bernard und Wilhelm Vocke gemeinschaftlich die Aufgaben des Bundesbankpräsidenten wahrgenommen.
Dieses Amt übte er bis zum 31. Dezember 1969 aus.
Zu seinem Nachfolger als Bundesbankpräsident berief die nach der Bundestagswahl 1969 entstandene Regierung Brandt Karl Klasen (1909–1991).
1965 wurde Blessing von Bundeskanzler Ludwig Erhard mit dem Großkreuz des Bundesverdienstordens ausgezeichnet. 1967 erhielt er den Karl-Bräuer-Preis des Bundes der Steuerzahler und 1969 die Alexander-Rüstow-Plakette.

### Der „Blessing-Brief“
Blessing schrieb einen Brief (datiert 30. März 1967) an den damaligen langjährigen FED-Chef William McChesney Martin, in dem er zusagte, Deutschland werde seine Dollarreserven weder jetzt noch künftig in Gold des US-Schatzamts umtauschen.
1971 äußerte er öffentlich Bedauern:

„Ich erkläre Ihnen heute, daß ich mich selber persönlich schuldig fühle auf dem Gebiet. Ich hätte damals rigoroser sein müssen gegenüber Amerika. Die Dollar, die bei uns anfielen, die hätte man einfach rigoros in Gold umtauschen müssen.“

Blessing begründete seine Nachgiebigkeit gegenüber den Wünschen der Amerikaner mit der Furcht vor dem Abzug amerikanischer Truppen aus Deutschland.

## Familie
Karl Blessing war mit Ida Harden verheiratet. Aus dieser Ehe gingen die Söhne Karl und Werner sowie drei Töchter hervor. Blessing starb 1971 an seinem Urlaubsort in Südfrankreich.

## Veröffentlichungen
- Die Verteidigung des Geldwertes. Knapp, Frankfurt am Main 1960.
- Die heutige internationale Währungsordnung, ihre Stärken und Schwäche (= Kieler Vorträge, N.F., Bd. 25). Institut für Weltwirtschaft, Kiel 1963.

- Im Kampf um gutes Geld. Knapp, Frankfurt am Main 1966.